# Madame Annaly
Madame Annaly, née le 5 juillet 1841 à Bordeaux et morte en octobre 1910 en Suisse, est une artiste peintre française.

## Biographie

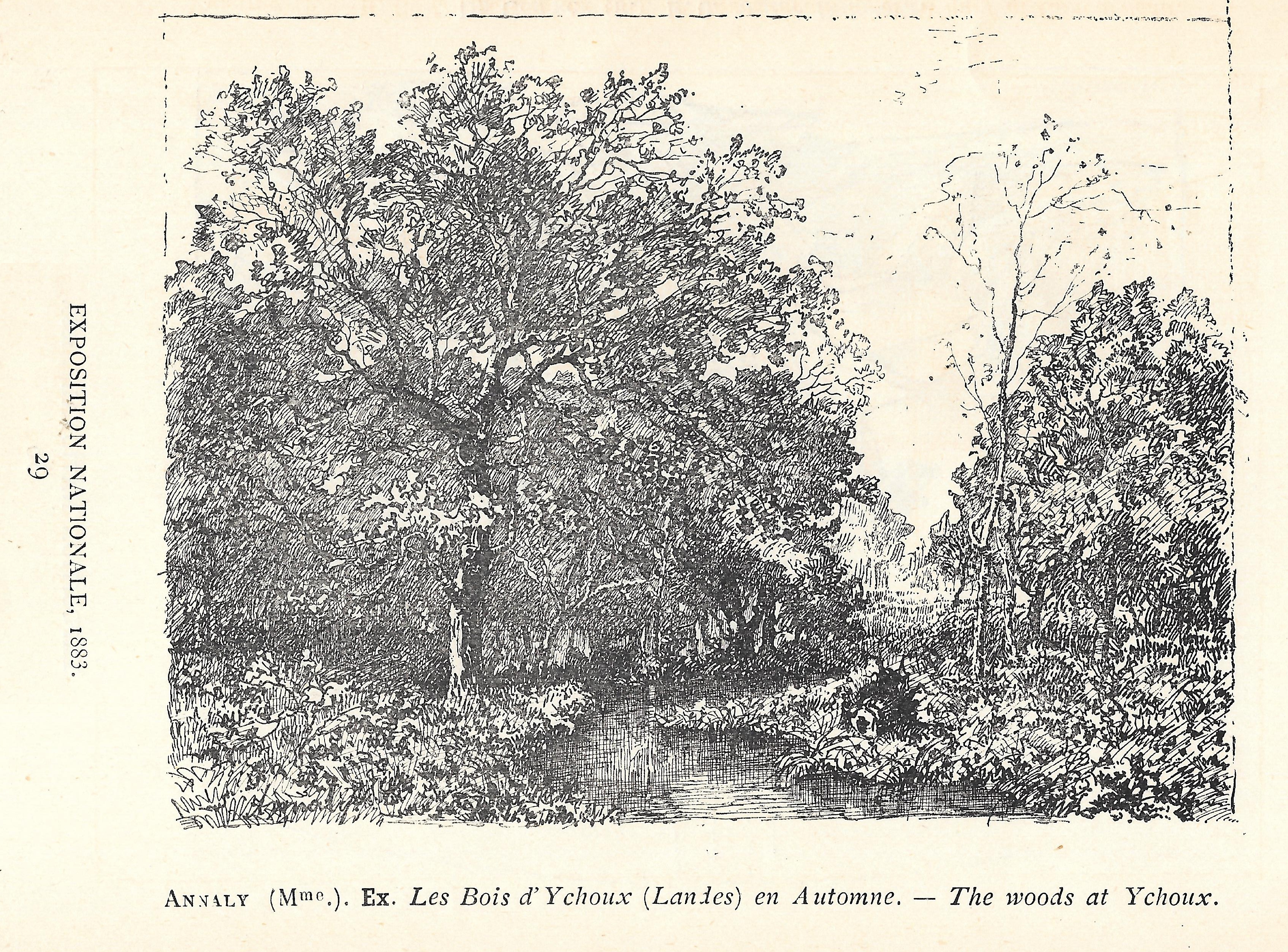
Madame Annaly - 1841-1910 - Les bois d'Ychoux.

Annaly Marie Ursine Lourse est la fille d'André Lourse et de Cécile Bidermann.
Élève de Louis-Augustin Auguin, Amédée Baudit et Léon Germain Pelouse, elle expose au Salon de 1878 à 1899, principalement des paysages avec rivières et forêts.
En 1885, elle entreprend un voyage, partant de Bordeaux pour arriver à Amsterdam (en passant par Paris, Anvers et Bruxelles) et en fait le récit dans le livre Voyage en Belgique et Hollande.
Elle réside et tient son atelier au 14 de la rue de l'Église Saint-Seurin, à Bordeaux, avec son frère Numa et sa mère.
Elle est décorée des palmes académiques en 1896.
Elle meurt  début octobre 1910, en Suisse.